# 굼바우항
굼바우항은 울산광역시 북구 신명동에 위치한 어항이다. 2008년 9월 22일 어촌정주어항으로 지정 관리하고 있다. 어항관리청은 울산광역시 북구청장이다.

## 연혁
- 굼바우항은 경상북도와 경계가 되므로 지경이라 하였는데, 1914년 행정구역 통·폐합에 따라 임내동과 공암동을 병합하여 신명리라 하였다. 굼바우(구멍바우, 공암)는 신명 북쪽에 있는 바위에 구멍이 뜷였다고하여 유래되었다.
- 2008년 9월 22일 울산광역시 북구청장이 어촌정주어항으로 지정 고시하였다.[1]

## 어항구역
본 항의 어항구역은 다음과 같다.
- 수역: 방파제와 대안해안을 연결하는 선내 수역 - TM좌표 No1 N240,279.069, E238,591.990 /No2 N240,216.102, E238,466.186 /No3 N240,300.233, E238,435.334 /No4 N240,360.287, E238,582.362 (12,900m2)[1]

## 어항 시설
방파제 83m, 물량장 22m

## 기본계획
2008년 9월 22일 고시된 어촌정주어항 기본계획의 내용은 다음과 같다.
- 방파제 기존 83m + 연장 45m, 물양장 기존 22m + 연장 15m, 방파제 숭상 및 T.T.P 보강

## 주요 어종(특산물)
돌미역, 참가자미, 멸치, 전복

## 주변 볼거리
- 강동해안은 청정해역과 바위절경, 몽돌, 흑자갈 등 수려한 해안 자연경관을 지니고 있으며 국도31호선을 따라 경주, 포항과 지리적으로 연계돼 신라문화권을 한눈에 볼 수 있는 종합관광지이다.
- 정자어촌계에서 운영하는 활어직판장을 통해 싱싱한 회를 맛볼 수 있으며, 당사마을에는 마애여래좌상, 우가산 봉수대 등 문화재를 접할 수 있고, 정감나는 동산, 산위에 넓게 펼쳐진 억새밭, 동해의 맑은 바다와 바다가 내려다 보이는 강동축구장이 있다.

## 관련 축제
- 강동수산물축제(3월), 강동해변물놀이 축제(7-8월), 강동해변해맞이축제(12월)